# Operación bucanero
La Operación bucanero es el nombre clave usado para una operación internacional que tuvo lugar el 11 de diciembre de 2001. En ella cuerpos policiales de 6 países detuvieron a 62 personas sospechosas de piratería. La red se extendía también a otros veinte países.
Los agentes de Estados Unidos de América, hicieron redadas en el MIT, RIT, la Universidad de California en Los Ángeles, la Universidad de Oregón, la Universidad Duke y la Universidad Purdue, así como en varias compañías de software. Las redadas tuvieron también lugar en Canadá, Reino Unido, Australia, Finlandia, Noruega y Suecia.Se requisaron un buen número de ordenadores.
En Inglaterra se arrestó a 5 personas, en EE. UU., no se hicieron arrestos el día de las redadas, esperando al análisis del material incautado. En EE. UU., se llevaron a cabo 70 registros y aproximadamente 130 ordenadores fueron incautados.
El sitio DrinkOrDie, en el cual se podía descargar software gratuitamente, también cayó ese mismo día. Otro importante grupo de crackers que sufrió el golpe fue Razor 1911.